# Monaem Khan Raju
Monaem Khan Raju là một cầu thủ bóng đá người Bangladesh thi đấu ở vị trí tiền vệ. Hiện tại anh thi đấu cho Sheikh Jamal Dhanmondi Club.